# نوک‌شاخ نی‌زن
نوک‌شاخ نی‌زن (نام علمی: Bycanistes fistulator) پرنده‌ای از خانواده نوک‌شاخان است. این گونه سیاه و سفید در جنگل‌های نمناک و رشد دوم در مرکز و غرب آفریقا یافت می‌شود که از شرق سنگال تا اوگاندا و جنوب تا آنگولا را شامل می‌شود. با حدود ۵۰ سانتیمتر (۲۰ اینچ) از نظر طول، کوچک‌ترین عضو از سردهٔ Bycanistes است.